# ذخیره‌گاه طبیعی کازانتیپ
ذخیره‌گاه طبیعی کازانتیپ (اوکراینی: Казанти́пський приро́дний запові́дник) یک ذخیره‌گاه و منطقه حفاظت شده در شبه‌جزیره کریمه کشور روسیه است.